# Remove Kebab
Sérvia é Forte (em sérvio:  Србија је јака), também conhecida como Remove Kebab, é uma música (posteriormente usada como propaganda) sérvia feita durante a guerra da Iugoslávia que se tornou muito popular como uma meme na internet, mas também é popular como um símbolo anti-muçulmano na internet, sendo bastante difundida entre os supremacistas brancos e a extrema-direita.

## O termo
O termo Remove Kebab é usado na internet para piadas envolvendo a história da Sérvia, ela também é usada em jogos de estratégia eletrônicos que significa derrotar o Império Otomano ou a Turquia, outros que também usam o termo são nacionalistas da Sérvia e da Grécia para atacar países muçulmanos, principalmente a Turquia, Albânia e o Kosovo, o termo também é usado como símbolo de islamofobia.

## Ataque a mesquita na Nova Zelândia
Em 2019, Brenton Tarrant ouviu a música em um carro antes de cometer o atentado contra a mequista de Al Noor na Nova Zelândia, após o atentado o cantor da música Željko Grmuša se pronunciou dizendo: " É terrível o que aquele cara fez na Nova Zelândia, é claro que eu condeno o ato. Eu sinto pena de todas as pessoas inocentes. Mas ele iria matar e não importaria que música ele teria ouvido.", após o atentado vários vídeos com a música foram removidos do YouTube e de outros sites da internet.